# 聚氯乙烯人造革
聚氯乙烯人造革是一种复合材料。它是由聚氯乙烯树脂、增塑剂、稳定剂和其它助剂组成混合物，涂覆或贴合在基材上，再经其它工艺过程加工而成的。它近似天然皮革，具有外现鲜艳、质地柔软、强度大、耐磨、耐拆、耐酸酸等优良性能。它广泛地应用于工业、农业、交通运输业、国防及日常生活等方面，是一种经济价值较高，有广阔发展机会的产品。

聚氯乙烯人造革虽然能代替天然皮革加工成各种制品，但它与天然皮革相比，最大的缺点是透气性和吸湿性能差；同时在结构上全都是包括表面层、中间层、纤维层等不同质的断层结构。因此，聚氯乙烯人造革将应该向具有透气性和吸湿性的方向发展，同时还得研究同质连续结构的、更接近天然皮革的品种。

解放前，中国没有聚氯乙烯人造革的生产。解放后，中国在原生产硝基漆布的基础上，于1956年成功试制出了第一批聚氯乙烯人造革。随着社会主义建设的发展，聚氯乙烯人造革生产也有了很大的发展。生产单位由一个发展到目前的数十个；产品的品种和规格有所增加，产量和质量也都有了很大的增长和提高。

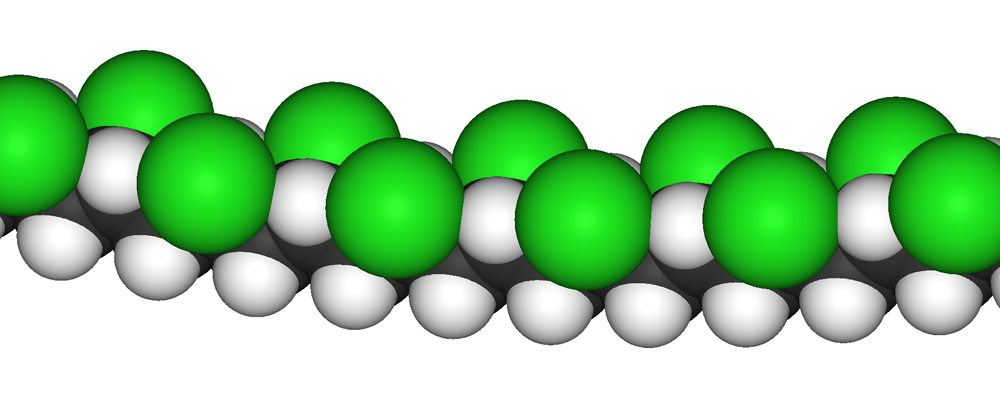
聚氯乙烯

## 分类

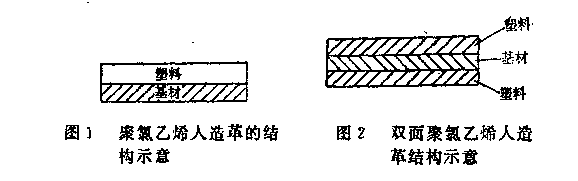
聚氯乙烯人造革分类

聚氯乙烯人造革是用聚氯乙烯树脂、增塑剂和其它配合剂组成的混合物，涂覆或贴合在基材上，经一定的加工工艺过程而制成的。在结构上是由塑料层和基材组成。

由于使用基材的种类不同、生产方法不同、塑料层的结构不同以及用途不同，所以可分成许多种类。另外，也有在基材的两面均为塑料层的双面聚氯乙烯人造革。聚氯乙烯人造革的品种可按基材、塑料层结构、生产方法及用途进行分类。

### 按基材分类
按基材分类，可分为棉布基和纤维基。其中棉布基包括市布基聚氯乙烯人造革、漂布基聚氯乙烯人造革、帆布基聚氯乙烯人造革和针织布基聚氯乙烯人造革；纤维基包括纸基聚氯乙烯人造革和不织布基聚氯乙烯人造革。

### 按塑料层结构分类
按塑料层结构分类，可分为不发泡聚氯乙烯人造革（又称一般革、普通革)和发泡聚氯乙烯人造革(又称聚氯乙烯泡沫人造革)。

### 按生产方法分类[1]
按生产方法分类，可分为涂刮法聚氯乙烯人造革、压延法聚氯乙烯人造革和挤出法聚氯乙烯人造革。其中，涂刮法聚氯乙烯人造革有可分为直接涂刮法聚氯乙烯人造革和间接涂刮法聚氯乙烯人造革。

### 按用途分类
按用途分类，可分为用民用革和工业用革。其中民用革有可分为鞋用聚氯乙烯人造革、箱用聚氯乙烯人造革、包袋用聚氛乙烯人造革、手套用聚氯乙烯人造革和家具用聚氯乙烯人造革；工业用革分为车辆用聚氯乙烯人造革和地板用聚氯乙烯人造革。
虽然聚氯乙烯人造革主要可分为上述四大类型，但是应该说明它们之间是互相联系的、不可分割的。对于具体某一个聚氯乙烯人造革品种来说，可同属于几类之内，如市布基聚氯乙烯人造革，它既可以制成普通革也可以创成泡沫革，它既可以由涂刮法生产，也可以由压延法生产或挤出法生产；其用途也不局限于一种。因此，根据我国目前的生产销况，主要是以各种棉布基和塑料层结构来命名分类的(除少数专用的聚氯乙烯人造革，如鞋用革等外)，如帘布基聚氯乙烯泡沫人造革、针织布基聚氯乙烯泡沫人造革等。但是，由于用途不同，聚氯乙烯人造革的性能也有不同的要求，如在材料选用、产品结构上都不相同，所以，今后随着聚氯乙烯人造革的不断发展，将以用途来分类、命名可更为妥帖。

## 常见品种

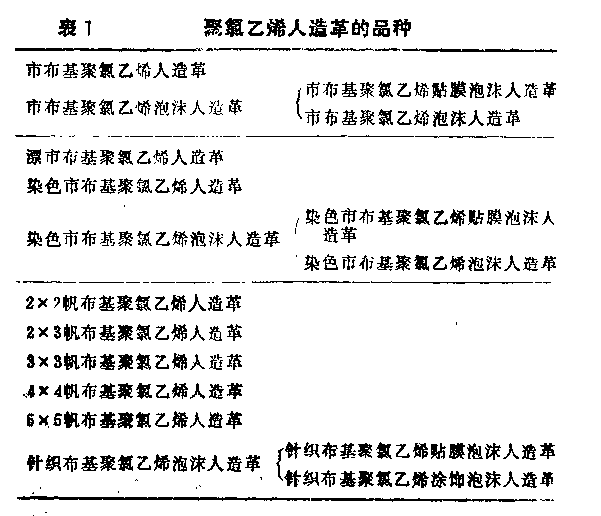
聚氯乙烯人造革常见品种

聚氯乙烯人造革应用范围广，涉及到国民经济的许多部门，因而，对其要求也备不相同，如用于工业配套的产品，要求强度大、耐磨、耐折、防水性好；用于日常生活的制品，要求外观鲜艳，表面滑灾，柔软休轻，手感良好，富有弹性；其它特殊用途的被面革、地板革等等均有它们的特殊要求。此外，由于聚氯乙烯人造革本身材料和结构上的特点造成聚氯乙烯人造革规格品种烦多。

除表中所列的品种外，尚有一些特殊用选的聚氯乙烯人造革品种，如鞋面革、地板革以及用交织布、再生布、细布类底布生产的聚氯乙烯人造革。

## 配合剂

### 增塑剂
增塑剂是一种和聚氯乙烯树脂混合后，可以随着树脂的加工温度，使之易于操作，并使制品具有强韧和柔软性质的物质。一般增塑剂是一个不易挥发的、高沸点的有机液体减低熔点的固体。聚氯乙烯树脂与其它热塑性树脂一样，分子间主要是靠范德华力结合在一起的。这种力在聚氯乙烯中是很强的。因比分子间的距离很小，难以转动。这反映在物理机械性能上，就有硬度高、弹性小、难熔等特点。增塑剂的作用就是借肋于它的溶剂化作用，使增塑剂分子插入到聚氯乙烯树脂的分子中间，从而增大了分子间的距离，使分子间的力减弱，分子相互间的活动比较容易，这样就增大了柔软性和可塑性。

增塑作用分为外增塑和内增塑两种。上述加增塑剂，使刚性分子链变软的方法是外增塑的方法。用化学方法在树脂分子链上引入其它基团或支链，使分子链变软，这样的方法称为内增塑。

### 稳定剂
聚氯乙烯的分子结构主要是头——尾相接排列着的。如果聚氯乙烯树脂纯属于线型结构，那么聚氯乙烯树脂的稳定性应该最比较高的。但是事实上，在受热时还有HCl气体逸出，说明在高分子结构中，还存在有活性基因。这些都是由于聚氯乙烯树脂生产过程中，工艺条件的不稳定或者聚合时填加剂在树脂中的残余影响树脂的结构和纯度造成的。

聚氯乙烯树脂在加工时受热或使用时受热和光照后，引起聚氯乙烯的部分分解，这称为聚氯乙烯树脂的光热降解。聚氯乙烯树脂或制品，在受热或光照后，先分解出HCl开始降解。首先是颜色发生变化，其后物理性能和电气性能也逐步变坏，最后造成制品龟裂。由于HCl的逸离，便产生了聚烯型结构，它是造成颜色的主要原因之一。

为了阻止或减轻聚氯乙烯树脂在加工过程中因长期受热而发生的降解加入的某些化合物，它们称为稳定剂。由于聚氯乙烯的不稳定主要是降解引起的，所以作为稳定剂第一必须考虑防止各种降解作用，第二须注意稳定剂的其它各项性能。

### 發泡劑
發包劑是制造聚氯乙烯發泡人造革所用的配合劑。它的作用是使聚氯乙烯人造革的塑料成形成許多連續的、互不相通的、微细的孔结夠，然而控制得的聚氯乙烯人造革彈性好、手感柔軟，更接近[真皮]的感覺。

把發泡劑在常温下與聚氯乙烯樹脂、增塑劑及其它配合劑混合成均匀的攪料。將它逐漸加熱，經凝固後據續加熱，此时開始逐漸熔融，並且[黏度]也開始下降，當温度達到發泡劑因達到分解温度時，就急速的放出氣體，此時也已熔融的樹脂膨胀。由於發泡劑在攪料中的分散是相當均匀的。因此形成了微细小的、互不相通的氣泡結構，冷卻後，此泡孔結構就能被固定下来。

### 紫外线吸收剂
聚氯乙烯受紫外线照射会发生降解作用。在太阳光中紫外线约占5％，它的波长在290-360微米，能把聚氯乙烯的分子链切断而降解。紫外线吸收剂就是能强烈吸收高能量的紫外线并把此能量转变成热或以无破坏性的光波把能量放出，从而使聚氯乙烯免受紫外线的破坏。

### 防霉剂
聚氯乙烯树脂从其分子结构来说不能为微生物的霉分解，因此它不能被霉菌侵蚀，而在聚氯乙烯人造革中使用的布基、增塑剂、稳定剂等易被霉菌侵蚀而导致发霉。增塑剂的种类和用量，对聚氯乙烯人造革的发霉有很大的影响，尤其在湿热条件下有利于霉菌的生长，锈菌的侵蚀程度也就愈厉害。

为了使聚氯乙烯人造革具有良好的耐霉性能，可使用防霉剂来控制霉菌的繁殖。防霉剂的种类很多，一般是汞、酚、铜、锡的有机物，它们大多数具有毒性，而且有的毒性很大。常用的防霉剂是水杨酸苯胺。它可以直接加入胶料中使用，也可以单独配制成稀的溶液，涂在布基上，防止布被霉菌侵蚀。

### 表面处理剂
在聚氯乙烯人造革中，由于增塑剂含量较高，因而制品表面发粘。同时因增塑剂的迁移也造成手感粘着，易沾污灰尘而又不易除去，严重影响聚氯乙烯人造革的手感和使用。为了克服表面发粘易沾污的缺点，可在人造革表面用表面处理剂进行处理，以达到手感滑爽，不易沾污的优点。并且在表面处理剂里加入一些增光剂来调节表面的光泽和色泽，使它更接近于天然皮革。

常用的聚氯乙烯人造革表面处理剂有聚氯乙烯树脂类、丙烯酸树脂类、聚氨酯树脂类、聚酰胺树脂类和聚氨基酸树脂类五大类。

### 螯合剂
在使用金属皂类和盐类稳定剂时，它吸收聚氯乙烯树脂分解时放出的HCl后，生成金属化合物。这种金属化合物又能进一步促使HCl的放出；同时它和聚氯乙烯树脂的相溶性较差，会发生析出现象。为了防止这些缺点，往往加入蟹合剂使它与金属化合物形成螯合物。螯合物本身不是稳定剂，它单独使用并不有效，需要和主稳定剂——金属皂类和盐类、环氧酯或有机锡等并用。

螯合剂中使用最普遍的是亚磷酸三苯酯、亚磷酸-苯二异辛酯。用量随条件而异，最大用量为树脂重量的1％，有时仅用0.1％或0.5％就能显示出良好的效果。

## 生产方法
聚氯乙烯人造革的生产．在我国已有20余年的历史。生产的方法较多，由最初的直接涂刮生产方法发展到近期的间接涂刮法(以钢带为载体)、压延法等。目前国内的生产方法主要有：涂刮法(包括直接涂刮法和间接涂刮法两种)、压延法(包括直接层合法和分步层合法两种)、挤出法等，其中以涂刮法为主。

### 直接涂刮法
将聚氯乙烯树脂与增塑剂及各种配合剂，按配方混合，制成糊状的胶料。把这种胶料用刮刀直接涂副在经过预处理的基布上，然后进入烘箱熔融塑化，再经过压花、冷却等生产工序制得聚氯乙烯人造革的工艺过程，称之为直接涂刮法。用这种生产方法可以生产各种布基的一般人造革、贴膜人造革和泡沫人造革等。

### 间接涂刮法
将聚氯乙烯树脂与增塑剂及其它配合剂混合制得的糊状胶料用逆辊或刮刀涂布于或体上(裁体可以是纸、不锈钢带、硅橡胶带等)，使布基在不受张力的情况下复合在经予凝胶的料层上。再经塑化、冷却并从载体上剥离，然后，进行后处理即得聚氯乙烯人造革，这种生产工艺称为间接涂刮法。用这种方法适宜于以针织布或无纺织布为底基的泡沫人造革和普通人造革的生产。

### 压延法
在压延机上制得的聚氯乙烯薄膜层与基布贴合制得聚氯乙烯人造革的方法称为压延法。用压延法可生产不同基布，如市布、帆布、针织布等和不同品种，如普通革、发泡革等的聚氯乙烯人造革。

日前用压延法生产聚氯乙烯人造革主要有两种方法。一是直接贴合法即基布与膜层在三辊或四辊压延机上直接贴合；另一个是分步层合法即制造薄膜与它和布基的贴合分开进行。

### 挤出法
用挤出机使物料通过扁平口模，在热状态下的薄膜直接与基布在压力辊加压下贴合成聚氯乙烯人造革的生产方法称为挤出法。一般用来生产较厚的人造革产品，如地板革等。